# Carl and the Passions – So Tough
Carl and the Passions – So Tough je osmnácté studiové album americké poprockové skupiny The Beach Boys, vydané v roce 1972 u vydavatelství Reprise Records a Brother Records (společnost založená skupinou The Beach Boys). Deska pro kapelu představuje zásadní stylový odklon od dosavadní tvorby, když se s příchodem nových členů (Blondie Chaplin a Ricky Fataar) posunula do více rockové podoby.

## Okolnosti vzniku alba
Zranění ruky člena skupiny Dennise Wilsona, které se vynutilo delší léčbu nervových cest, znemožnilo Wilsonovi na několik měsíců bubnovat. Dlouholetý kytarista a zpěvák Bruce Johnston zase v době příprav desky pro tvůrčí neshody z kapely odešel. Tehdejší leader Carl Wilson současně spolupracoval se členy jihoafrické skupiny The Flames, kterým zprostředkoval vydání desky u labelu Brother Records. Odchod Johnstona a omezené možnosti Dennise Wilsona vedly k angažování dvou zpívajících členů The Flames, baskytaristy Blondieho Chaplina a bubeníka Rickyho Fataara, do stálé sestavy The Beach Boys. Tato personální změna spolu se snahou skupiny zaujmout nové publikum vedla ke stylovému posunu k tvrdšímu rocku, blues a country rocku s prvky gospelové hudby. 

## Obal a název alba
Změna hudebního zaměření kontrastovala s malovaným obalem desky, na němž byly zachyceny dveře auta s odrazem pláže v okně, což evokovalo styl starších surfových písní The Beach Boys. Fiktivní pojmenování kapely v titulu alba, Carl and the Passions, též anachronicky odkazovalo na někdejší módu názvů skupin v 50. a 60. letech (údajně se jednalo o jeden z prvních názvů rodinné kapely The Beach Boys, byť to později Carl Wilson popřel). Jméno Carla v titulu též naznačovalo jeho převzetí vedení skupiny. Dosavadní leader Brian Wilson se v té době potýkal s psychickými problémy a s dlouhodobou závislostí na drogách. Na album přispěl pouze jako spoluautor tří písní, ale natáčení se takřka neúčastnil, z části proto, že se souběžně věnoval produkci prvního alba skupiny Spring, v níž působila jeho manželka Marilyn.

## Přijetí desky
Album vyšlo 15. května 1972 a dosáhlo v americkém žebříčku Billboard 50. pozice, přičemž se lépe prodávalo ve Velké Británii, kde se umístilo na 25. místě. Ani jeden z vydaných singlů (You Need a Mess of Help to Stand Alone a Marcella) v žebříčcích nezabodoval. Firma Reprise ve snaze zvýšit atraktivitu desky prodávala první americké vydání jako dvojalbum, kde druhý vinyl obsahoval starší desku The Beach Boys Pet Sounds z roku 1966. Zpěvák Mike Love označil ve své autobiografii Carl and the Passions – So Tough za dobově zmatené hledání nové tvůrčí cesty. Přes slabší ohlas si deska s odstupem času našla mnoho příznivců, např. Elton John se vyznal z obdivu k LP v doprovodném textu v CD reedici z roku 2000. V roce 2022 vyšla zásadně rozšířená varianta alba (a desky Holland) pod názvem Sail On Sailor – 1972. 

## Seznam skladeb
| Strana 1 | Strana 1                               | Strana 1                            | Strana 1                      | Strana 1 |
| Pořadí   | Název                                  | Autor                               | Vedoucí vokály                | Délka    |
| -------- | -------------------------------------- | ----------------------------------- | ----------------------------- | -------- |
| 1.       | You Need a Mess of Help to Stand Alone | Brian Wilson, Jack Rieley           | Carl Wilson                   | 3:26     |
| 2.       | Here She Comes                         | Blondie Chaplin, Ricky Fataar       | Blondie Chaplin, Ricky Fataar | 5:08     |
| 3.       | He Come Down                           | Al Jardine, Mike Love, Brian Wilson | Mike Love                     | 4:40     |
| 4.       | Marcella                               | Brian Wilson, Jack Rieley           | Mike Love, Carl Wilson        | 3:52     |

| Strana 2 | Strana 2             | Strana 2                             | Strana 2                | Strana 2 |
| Pořadí   | Název                | Autor                                | Vedoucí vokály          | Délka    |
| -------- | -------------------- | ------------------------------------ | ----------------------- | -------- |
| 1.       | Hold On Dear Brother | Blondie Chaplin, Ricky Fataar        | Blondie Chaplin         | 4:42     |
| 2.       | Make It Good         | Dennis Wilson, Darryl Dragon         | Dennis Wilson           | 2:34     |
| 3.       | All This Is That     | Alan Jardine, Carl Wilson, Mike Love | Al Jardine, Carl Wilson | 3:57     |
| 4.       | Cuddle Up            | Dennis Wilson, Darryl Dragon         | Dennis Wilson           | 5:42     |

## Obsazení

### The Beach Boys
- Carl Wilson – sólová kytara, baskytara, klavír, elektrické piano, zpěv, luskání prsty, tleskání
- Dennis Wilson – bicí, perkuse, klavír, varhany, syntezátor, zpěv
- Al Jardine – kytara, zpěv, luskání prsty, tleskání
- Mike Love – zpěv, luskání prsty, tleskání
- Blondie Chaplin – baskytara, kytara, zpěv, luskání prsty, tleskání
- Ricky Fataar – bicí, tamburína, cabasa, kastaněty, varhany, zpěv
- Brian Wilson – doprovodné vokály, klávesy, klavír, varhany, elektrické piano, syntezátor, luskání prsty, vibrafon
- Bruce Johnston – doprovodné vokály

### Ostatní hudebníci
- Daryl Dragon – klavír, aranžmá
- Billy Hinsche – doprovodné vokály, kytara
- Toni Tennille – doprovodné vokály
- Tandyn Almer – baskytara, autoharfa
- Jack Rieley – doprovodné vokály
- Norman Botnick – viola
- David Burk – viola
- Frank Capp – tympány
- Barbara Carlson – lesní roh
- Vincent DeRosa – lesní roh
- Doug Dillard – banjo
- Bonnie Douglas – housle
- Assa Drori – housle
- David Duke – lesní roh
- Chuck Findley – trubka
- Irving Geller – housle
- Nathan Gershman – violoncello
- Jim Hughart – kontrabas
- Dick Hyde – baspozoun
- George Hyde – lesní roh
- JoAnn Johannsen – violoncello
- Jan Kelley – violoncello
- Richard F. Kelley Sr. – kontrabas
- Stephens LaFever – baskytara
- Alfred Lustgarten – housle
- Leonard Malarsky – housle
- Gordon Marron – elektrické housle
- Tony Martin Jr. – pedálová steel kytara
- Lew McCreary – pozoun
- Ollie Mitchell – trubka
- Joseph Reilich – viola
- Red Rhodes – pedálová steel kytara
- Jay Rosen – housle
- Nathan Ross – housle
- Meyer Rubin – kontrabas
- Sheldon Sanov – housle
- Victor Sazer – violoncello
- David Schwartz – viola
- Leonard Selic – housle
- Spiro Stamos – housle
- Dorothy Wade – housle
- Shari Zippert – housle
- Alex Del Zoppo – klavír